# 비탈 보르컬만스
비탈 필로메너 보르컬만스(네덜란드어: Vital Philomene Borkelmans, 1963년 6월 1일 ~ )는 벨기에의 전 축구 선수이며, 포지션은 수비수였다.
1979년 주필러 리그의 파트로 에이스던에서 프로 무대에 데뷔했으며, 이후 KSV 바레험, 클뤼프 브뤼허 KV, KAA 헨트, 세르클러 브뤼허 KSV 등을 거친 뒤 2005년 KFC 에베르험 센터르에서 은퇴를 선언하였다.
또한 1989년 벨기에 축구 국가대표팀에 데뷔한 뒤 1998년까지 총 22경기에 출전했으며, 두 번의 FIFA 월드컵 (1994년, 1998년)에 국가대표팀의 일원으로 참가하였다.
은퇴 이후 FCV 덴더르 EH의 감독을 역임했으며, 2012년 벨기에 축구 국가대표팀의 수석 코치로 임명되었다. 2018년부터 요르단 축구 국가대표팀 감독으로 부임하였고 요르단 대표팀을 2019년 AFC 아시안컵 본선에서 16강전 진출 성공하는데 기여하였다.